# ハインリッヒ・ウィルヘルム・ドーヴェ
ハインリッヒ・ウィルヘルム・ドーヴェ（Heinrich Wilhelm Dove、1803年10月6日 - 1879年4月4日）は、ドイツの物理学者、気象学者である。生涯で気象学に関する234の論文と物理学の104の論文を発表した。

## 来歴
1803年10月6日、プロイセンのレグニツァに生まれた。幼少期は病弱で、父親も早くに亡くなった。1821年、ヴロツワフ大学に入学した。その後、フリードリヒ・ヴィルヘルム大学へ進み、ここで博士号を取得した。またこのころにアレクサンダー・フォン・フンボルトと知遇を得た。
1829年、ケーニヒスベルク大学で非常勤の教職を得た。また収入の不足を補うため、高校や兵士学校の教壇にも立った。
1837年、プロイセン科学アカデミーの会員に選出される。1845年、フリードリヒ・ヴィルヘルム大学の物理学教授に着任した。
ドイツにおける1848年革命では、自由主義の立場で関わった。
プロイセンでは、広範囲な気象観測の体制の設立が遅れていた。アレクサンダー・フォン・フンボルトが、その必要性を強く感じて、1847年に王立プロイセン気象研究所（Royal Prussian Meteorological Institute）が設立された。1849年、王立プロイセン気象研究所の所長に任命された。ドーヴェは、最初の気象観測報告書をまとめて発表した。ドーヴェが死ぬまで所長職の座にあった。
1853年に、フリードリヒ・ヴィルヘルム大学の学長に選ばれる。1871年にも再び学長に選出される。
1879年に脳卒中で倒れ、4月4日にベルリンで死去した。

## 業績・評価

### 気象学
1827年、論文「Drehungsgesetz」を発表した。この中でドーヴェは、熱帯低気圧が気流の回転渦であることを主張した。ただし、ドーヴェが回転渦であることを主張したのは熱帯地域で発生する低気圧についてのみで、地球上すべての低気圧が渦になることは考えていなかった。
1849年、王立プロイセン気象研究所の所長に任命された。就任当時、プロイセン全土で37の気象観測所があったが、これを1860年代の終わり頃には120ヶ所まで増やした。ドーヴェは、気温の月平均値）、5日間平均、10日間平均、緯度平均値、平均気温の偏差などを導入し、統計的に気候を分析する手法を導入した。
グスタフ・キルヒホフは、ドーヴェを「気象学の創始者」と評価した。一方で、「頑迷なドーヴェがドイツの気象学の近代化を遅らせた」という批判も存在した。

### バイノーラル・ビートの発見
1839年、ドーヴェは微妙に異なる周波数（例えば470Hzと450Hz）で振動する2つの音叉をそれぞれ、別の耳に向けて鳴らすと、周波数の差の音が頭の中で聞こえることを実験で確かめた。この現象は、錯聴の一種で、バイノーラルビートという。

## 論文・著作物
- 英語版ウィキソースに本記事に関連した原文があります：ハインリッヒ・ウィルヘルム・ドーヴェの著作物リスト

## 栄典

### 受賞
- 1858年：コプリ・メダル受賞[3]
- 1860年：国立科学アカデミー・レオポルディーナメンバー選出
- 1860年：アメリカ芸術科学アカデミー会員選出[5]
- 1867年：米国科学アカデミー会員選出[5]
- 1869年：プール・ル・メリット勲章[12]

### その他
- グリーンランドに名を冠したドーヴェ湾（英語版）がある。
- 月のクレーターに名を冠したDoveがある。